# Karl Anton de Hohenzollern-Sigmaringen
Karl Anton Joachim Zephyrin Friedrich de Hohenzollern-Sigmaringen (n. 7 septembrie 1811, Krauchenwies, Baden-Württemberg, Germania – d. 2 iunie 1885, Sigmaringen, Baden-Württemberg, Germania) a fost șef al casei de Hohenzollern-Sigmaringen, prim-ministru al Prusiei în perioada 6 noiembrie 1858 – 12 martie 1862 și tată al primului rege al României, Carol I.

## Biografie

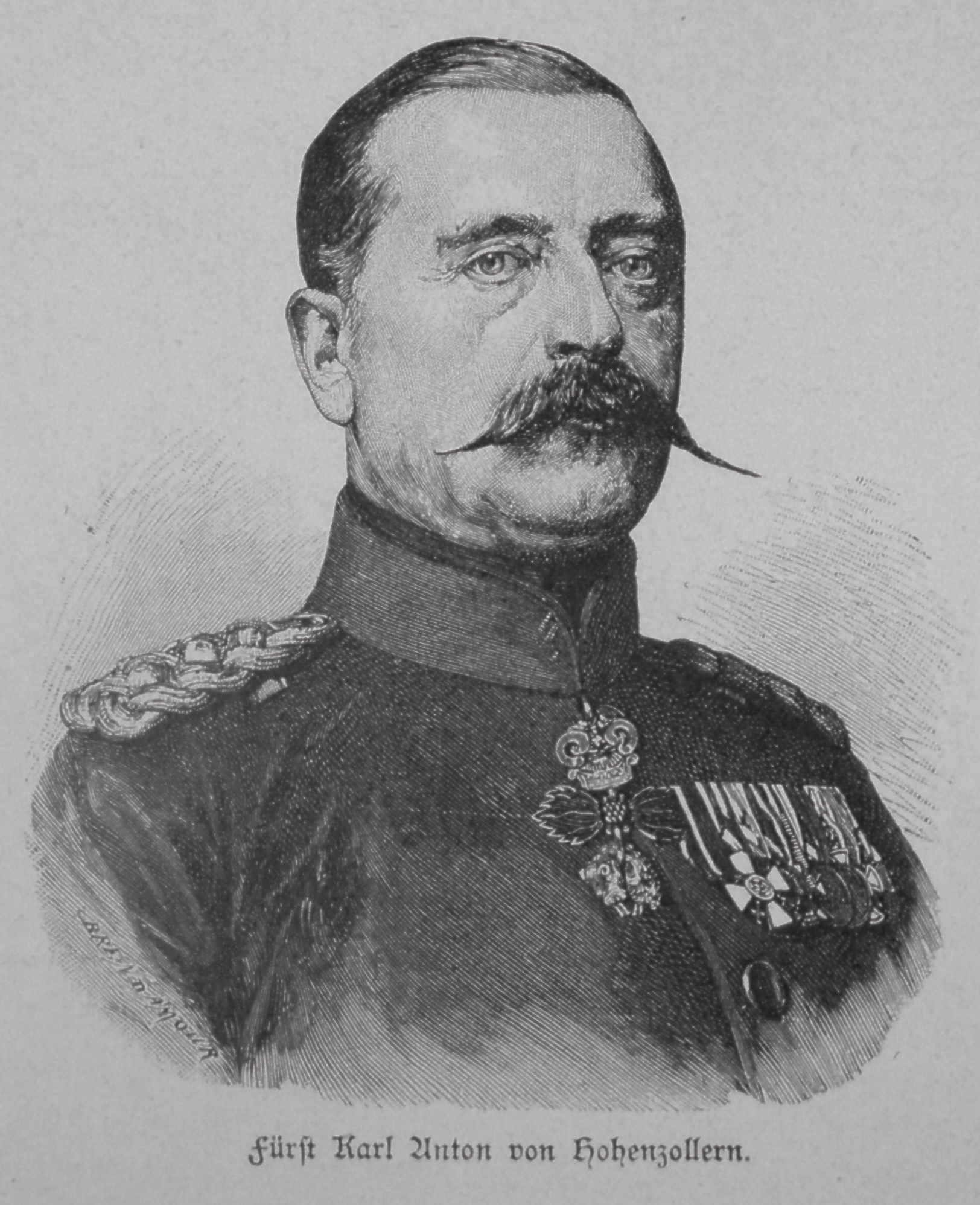
Karl Anton de Hohenzollern-Sigmaringen

Născut la Schloss Krauchenwies, Karl Anton a fost singurul fiu din patru copii ai Prințului Karl de Hohenzollern-Sigmaringen și ai soției acestuia, Marie Antoinette Murat.  Mama lui a fost nepoată de frate a lui Joachim Murat, rege al celor Două Sicilii din 1808 până în 1815 și cumnat al lui Napoleon Bonaparte, prin căsătoria lui Murat cu sora mai mică a lui Napoleon, Caroline Bonaparte.
El a studiat dreptul la Geneva, Universitatea din Tubingen și Berlin și a scris scrisori plin de dorul de acasă. În principatul Hohenzollern a lucrat apoi în adunarea locală a averilor și administrație.
După doar putin peste un an de guvernare a micului principat al familiei sale, Karl Anton a abdicat în decembrie 1849 în favoarea vărului său îndepărtat, regele Prusiei iar Hohenzollern-Sigmaringen împreună cu principatul vecin de Hohenzollern-Hechingen, au fost anexate Prusiei.
După abdicare, Karl Anton a devenit o figură proeminentă în politica Prusiei. După căderea guvernului reacționar Manteuffel în 1858 și asceniunea Prințului Wilhelm ca regent (din motive de sănătate ale fratelui său), a fost numit un nou guvern, liberal moderat, cu Karl Anton președinte al miniștrilor. Pe plan extern, a avut ca scop unificarea statelor germane. Prințul a deținut acestă poziție până în 1862, când a demisionat în mijlocul unei lupte cu parlamentul asupra bugetului militar.
În 1866, fiul său Carol a fost ales domn al Principatelor române. În februarie 1870 unui alt fiu al său, Leopold, i s-a oferit tronul Spaniei însă încordarea relațiilor dintre Franța și Germania din acest motiv l-a determinat pe Prințul Leopold să decline această cinste în ciuda susținerii ei de către cancelarul Bismark. Așa numita "candidatură Hohenzollern" la tronul Spaniei a fost unul dintre motivele izbucnirii Războiului franco-german, finalizat cu victoria germană.
Karl Anton a jucat un rol covârșitor în întreaga carieră politică a viitorului rege Carol I al României. El i-a fost îndrumător fiului său chiar de la începutul domniei. L-a sfătuit pe Carol cum să gestioneze interesele marilor puteri ca Germania, Rusia, Imperiul otoman, Anglia. Parlamentul României l-a onorat pe Karl Anton cu titlul de cetățean onorific al României în ianuarie 1867. 

### Căsătorie și copii
Prințul Karl Anton a fost căsătorit cu  prințesa Josephine Friederike Luise de Baden (1813 – 1900), fiică a lui Karl, Mare Duce de Baden. Împreună au avut mai mulți copii:
- Leopold (1835 – 1905), străbunic al Regelui Mihai I al României
- Stephanie (1837 – 1859) - căsătorită cu regele Petru al V-lea al Portugaliei
- Carol (1839 – 1914), viitor rege al României
- Anton (1841 – 1866), mort pe câmpul de luptă, în Bătălia de la Königgrätz, în cursul războiului pruso-austriac
- Friedrich (1843 – 1904)
- Maria Luise (1845 – 1912) - căsătorită cu Prințul Filip de Belgia